# Mapleton (Minnesota)
Pour les articles homonymes, voir Mapleton.
Mapleton est une ville américaine située dans le comté de Blue Earth, dans le Minnesota. Selon le recensement de 2010, sa population est de 1 756 habitants.